# Soběslav II
Soběslav II (dříve Veselské Předměstí) je část města Soběslav v okrese Tábor v Jihočeském kraji. Nachází se na jihu Soběslavi. Je zde evidováno 910 adres. V roce 2011 zde trvale žilo 1796 obyvatel.
Soběslav II leží v katastrálním území Soběslav o výměře 13,04 km².
Čtvrť Soběslav II zahrnuje jihovýchodní část města na východ od řeky Lužnice a dále pak řadu ulic v jihozápadní části města za řekou.

## Historie
Soběslav II byla soběslavskou částí v letech 1850–1879. Znovu se jí stalo v letech 1910–1920 a podruhé 1. července 1980.

## Obyvatelstvo
| Rok            | 1869 | 1880 | 1890 | 1900  | 1910  | 1921 | 1930  | 1950 | 1961 | 1970  | 1980  | 1991  | 2001  | 2011  | 2021  |
| -------------- | ---- | ---- | ---- | ----- | ----- | ---- | ----- | ---- | ---- | ----- | ----- | ----- | ----- | ----- | ----- |
| Počet obyvatel | 939  | 0    | 0    | 1 009 | 1 151 | 0    | 1 825 | 0    | 0    | 2 853 | 2 278 | 1 904 | 1 813 | 1 796 | 1 779 |
| Počet domů     | 123  | 0    | 0    | 130   | 146   | 186  | 307   | 0    | 0    | 437   | 406   | 423   | 417   | 443   | 456   |

## Galerie

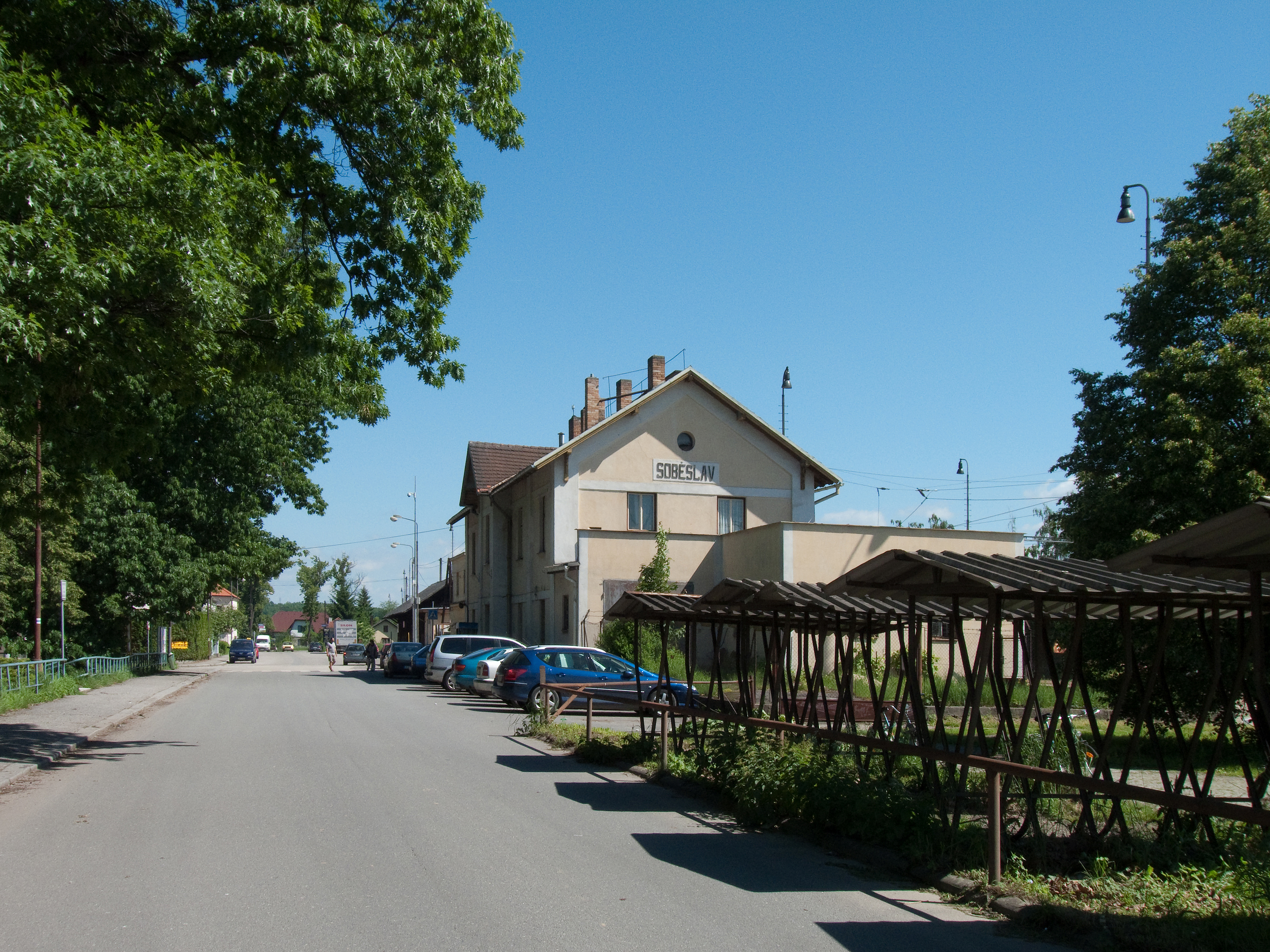
Železnice tvoří důležitou dopravní tepnu města
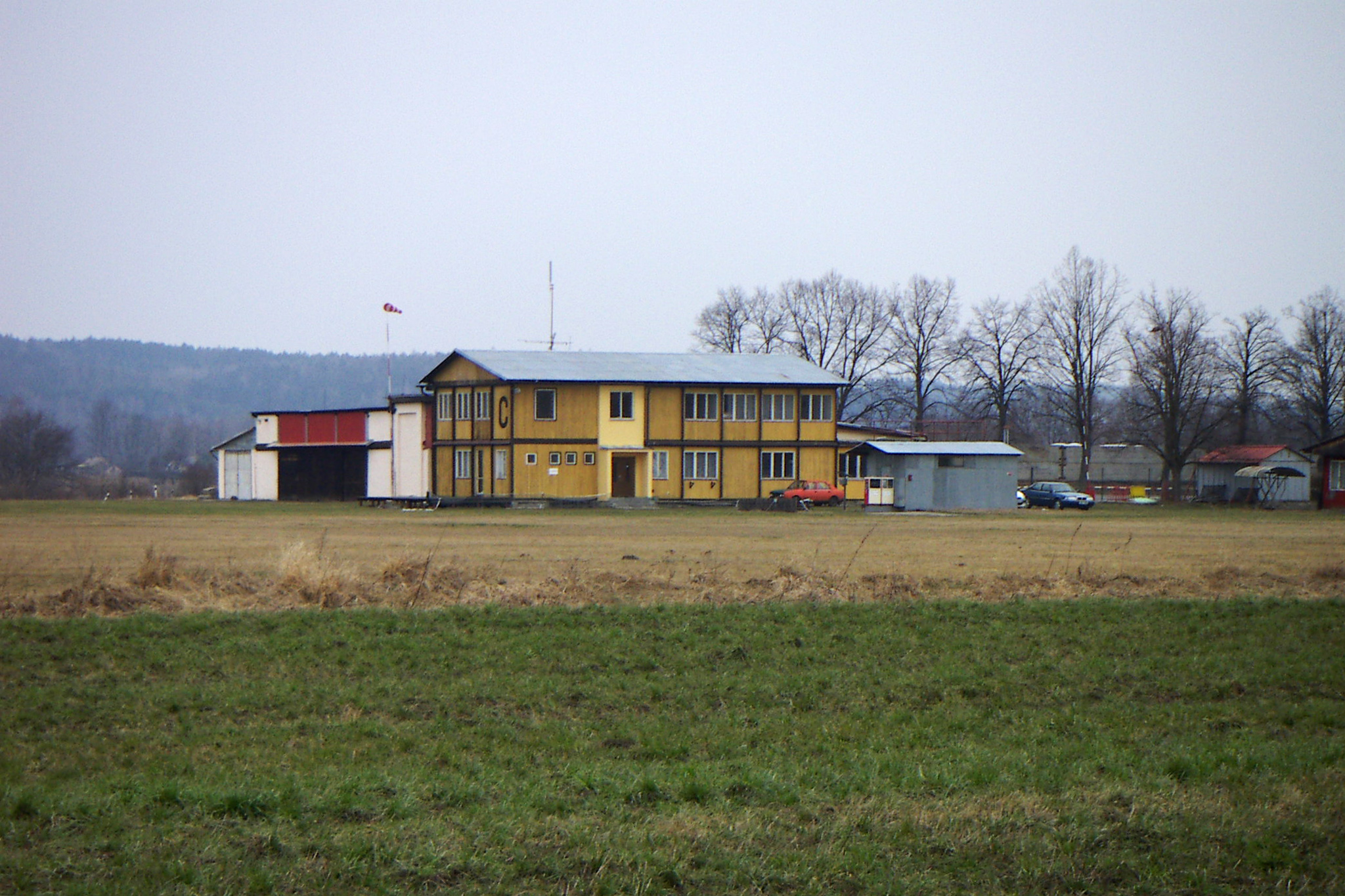
Provozovatel Letiště Soběslav je Aeroklub Soběslav
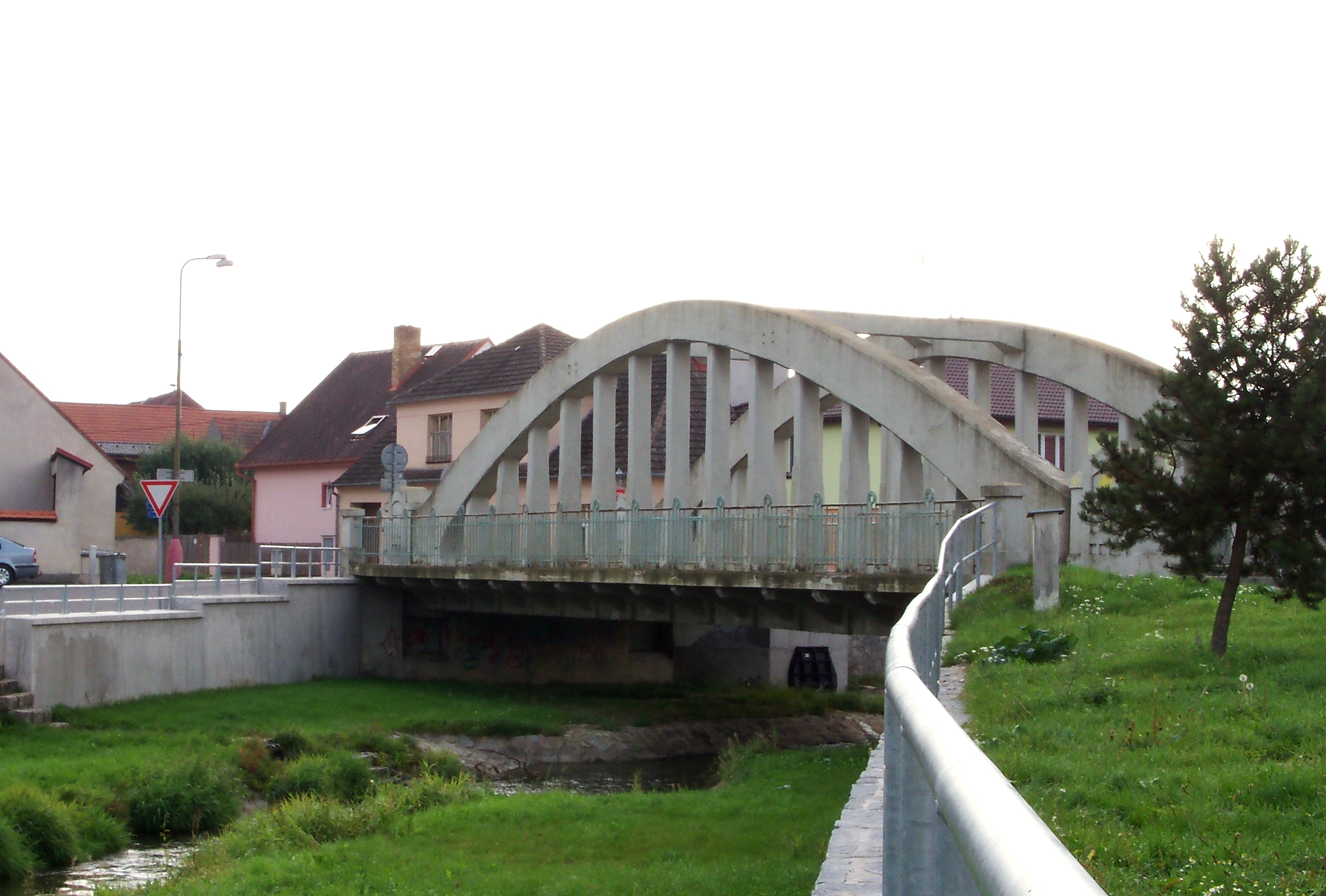
Silniční most č. 135-012 je kulturní památkou